# Bauhinia alata
Bauhinia alata är en ärtväxtart som beskrevs av Adolpho Ducke. Bauhinia alata ingår i släktet Bauhinia och familjen ärtväxter. Inga underarter finns listade i Catalogue of Life.